# Dog’s Life
Dog’s Life – przygodowa gra akcji wyprodukowana przez Frontier Developments na konsolę PlayStation 2. Jej premiera odbyła się 31 października 2003 roku w Europie, a 14 września 2004 roku w Stanach Zjednoczonych.

## Rozgrywka
W Dog’s Life gracz steruje psem o imieniu Jake z perspektywy pierwszej lub trzeciej osoby. Teren gry został podzielony na trzy regiony: miasto Clarksville, kurort narciarski Lake Minniwahwah i Boom City. Podczas rozgrywki postać może dostawać zadania od ludzi, a po ich wykonaniu otrzymuje kości. W specjalnym trybie „Smellovision”, Jake tropi między innymi innego psa po jego zapachu. W mini grze „Doggy Do” celem jest naśladowanie innego zwierzęcia.

## Odbiór gry
Dog’s Life dostał zróżnicowane oceny od krytyków, którzy pozytywnie ocenili grę za oryginalność, a negatywnie jej grafikę i oprawę dźwiękową. Brad Shoemaker stwierdził, że gra nie oferuje bogatej zawartości, jednak stosunek ceny do jakości jest stosowny. Według Eda Lewisa z IGN „gra jest skierowana do dzieci i nie jest odpowiednia dla dojrzałych graczy”. Według Guinness World Records Gamer’s Edition 2009 Dog’s Life jest grą z największą liczbą podkładanych głosów przez jedną osobę. Kerry Shale użyczył głosu 32 postaciom niezależnym.